# Larche, Corrèze
Larche är en kommun i departementet Corrèze i regionen Nouvelle-Aquitaine i de centrala delarna av Frankrike. Kommunen ligger  i kantonen Larche som tillhör arrondissementet Brive-la-Gaillarde. År 2022 hade Larche 1 654 invånare.

## Befolkningsutveckling
Antalet invånare i kommunen Larche
Referens:INSEE